# 羆嵐 (プロレスラー)
羆嵐（くまあらし、1991年1月12日 - ）は、日本のプロレスラー。本名：鈴木 優也（すずき まさや）。埼玉県さいたま市出身。

## 人物
デビュー時のリングネームは熊ゴロー。リングネームは師匠・アニマル浜口から「熊のように強くなれ!」と指導され、それを武藤敬司社長に伝えた際に命名された。
痛風を患っている。

## 略歴
アニマル浜口レスリング道場出身。「武藤塾番外編〜2014 WRESTLE-1公開新人オーディション」に合格してWRESTLE-1練習生として入門。
2015年2月13日、後楽園ホール大会で芦野祥太郎とのデビュー戦を行い敗れる。3月8日、後楽園の第0試合で芦野に雪辱を果たし初勝利。6月、征矢学、AKIRA、葛西純とともに「new Wild order」結成。9月6日、AKIRAと組み、征矢&葛西が持つWRESTLE-1タッグチャンピオンシップに挑むが敗れる。10月9日、AKIRA、葛西と組み、黒潮"イケメン"二郎、中之上靖文、吉岡世起組と復活したUWA世界6人タッグ王座を争うが敗れる。
2016年8月19日、new Wild orderを脱退。土肥孝司と結託。その後NEW ERAに加入しタッグチーム・土肥熊でタッグ王座を奪取したりされたりと「最低で最高のタッグチーム」としてタッグ戦線を盛り上げていく。
2017年10月11日、後楽園ホール大会にて土肥熊タッグで参戦していたWRESTLE-1タッグリーグ2017優勝決定戦を制し、芦野が保持するWRESTLE-1チャンピオンシップと、近藤修司とカズ・ハヤシのチーム246Presidentｓが保持するタッグ王座両方の挑戦権を得た。
11月5日、後楽園ホール大会のメインイベントでWRESTLE-1チャンピオンシップ現王者芦野に挑むも、最後はアンクルロックの前に惜敗。
2018年4月18日、後楽園ホール大会でのタッグチャンピオンシップ防衛戦で征矢学＆AKIRAのタッグに敗戦し、王座陥落。試合後、パートナーの土肥や欠場中の稲葉らに攻撃を加え、NEW ERAを脱退。直後に芦野率いるEnfants Terriblesに電撃加入すると、タッグ新王者となった征矢＆AKIRA組に芦野とのタッグで次期挑戦者として名乗りを上げた。
5月6日、試合前の選手コール時に「熊ゴロー改め羆嵐」と改名が発表された。
W-1活動休止により、2020年3月31日をもって所属契約を解消。4月1日よりフリーランスとなる。

## 得意技

### フィニッシュ・ホールド
ダイビングセントーン
バックフリップ
埼玉に乾杯!
相手をカナディアンバックブリーカーの体勢で持ち上げてから開脚ジャンプした自身の股の間にうつ伏せ状態で叩きつけるフェイスバスター。高橋裕二郎の東京ピンプスと同型。

### 関節技
アルゼンチンバックブリーカー
カナディアンバックブリーカー

### 打撃技
エルボー
逆水平チョップ
ラリアット

### 投げ技
ブレーンバスター
雪崩式ブレーンバスター
ジャーマンスープレックス
バックドロップ

## タイトル歴
全日本プロレス
- 全日本プロレスTV認定6人タッグ王座（第9代 w/ 大森北斗&サイラス、第11代 w/ 大森北斗&吉田隆司）

WRESTLE-1
- WRESTLE-1リザルトチャンピオンシップ（第7代）
- WRESTLE-1タッグチャンピオンシップ（第8代・第10代・第12代 w/ 土肥孝司、第14代 w/ 芦野祥太郎）
- UWA世界6人タッグ王座

（第55代 w/ 土肥孝司&アンディ・ウー、第57代 w/ 黒潮"イケメン"二郎&ジェイ・フレッディー、第59代 w/ 黒潮"イケメン"二郎&土肥孝司、第61代 w/ 土肥孝司&伊藤貴則）
- WRESTLE-1 TAG LEAGUE 優勝（2017年 w/ 土肥孝司）

天龍プロジェクト
- WAR世界6人タッグ王座（第22代 w/ 河野真幸&児玉裕輔）

新潟プロレス
- 新潟タッグ王座（初代 w/ 土肥こうじ）

九州プロレス
- 九州プロレスタッグ王座（第14代 w/ 土肥こうじ）

## メディア出演

### 舞台
- 撃弾☆ボディプレス『イキザマ』（2015年12月25日 - 27日、北千住シアター1010）[12]

### テレビドラマ
- 焼肉プロレス（2019年、テレビ大阪） - 指名手配犯 青熊雄星 役